# Vuurgarnaal
De vuurgarnaal (Neocaridina heteropoda of Neocaridina davidi) is een roodachtige garnaal, hij wordt ook wel 'cherry-garnaal' of 'rode garnaal' genoemd. De soort wordt veel in gezelschapsaquaria gehouden.

## Voorkomen en ecologie
De vuurgarnaal is een zoetwatergarnaal uit China, Korea en Taiwan. In Hawaï is de soort als exoot te vinden, evenals in Duitsland, Hongarije en Japan.  Ze komt van nature voor in water met een temperatuur van 18 tot 28 graden Celsius en een neutrale pH van 6,5 tot 7,5. Deze soort is sterk verwant aan N. denticulata en verschilt ervan doordat de derde en vierde pereopoden seksueel dimorf zijn.
De vuurgarnaal is een selectief gefokte soort, wat betekent dat de rode kleur werd gefokt uit de wilde variëteit. De kleur van de wilde vorm is erg variabel en kan worden aangepast aan de omgeving met behulp van chromatoforen. Hoewel in de handel vooral de rode vorm te vinden is worden overigens ook wel wildkleur en allerlei andere kleuren zoals blauw, wit-geel en kleurloos (transparant) aangeboden.
Het is een sociale soort, die voorkomt in kleine groepjes van zes en meer individuen. In gevangenschap kunnen ze tot 18 maanden oud worden.
Vuurgarnalen zijn detritovoren en er is een duidelijke voorkeur voor het grazen van biofilm die groeit op in het water gevallen plantaardig materiaal.

## Voortplanting
De vuurgarnaal vertoont een duidelijk seksueel dimorfisme: naast de vorm van de pereopoden verschillen mannetjes en vrouwtjes ook in grootte (vrouwtjes zijn grootst) en in kleur (mannetjes zijn vaak bleker en valer gekleurd).
Zoals bij alle Pleocyemata is er geen larvaal naupliusstadium. Na de bevruchting worden de eieren uitgebroed en vastgehecht aan de pleopoden gedurende 3 tot 4 weken. Juvenielen zijn bij het uitsluipen 2 tot 3 mm groot en leven en eten dan onmiddellijk als volgroeiden.